# Willem de Kooning
Willem de Kooning (/də ˈkuːnɪŋ/; tiếng Hà Lan: [ˈkoʊnɪŋ]; sinh ngày 24 tháng 4 năm 1904 - mất ngày 19 tháng 3 năm 1997) là một nghệ sĩ biểu hiện được trừu tượng người Mỹ gốc Hà Lan sinh ra ở Rotterdam, Hà Lan.
Trong thời kỳ hậu Chiến tranh Thế giới II, de Kooning vẽ theo phong cách được gọi là hội họa theo phong cách chủ nghĩa biểu hiện trừu tượng hay hành động, và là một phần của một nhóm các nghệ sĩ đã được biết đến như trường phái New York. Các họa sĩ khác trong nhóm này bao gồm Jackson Pollock, Elaine de Kooning, Lee Krasner, Franz Kline, Arshile Gorky, Mark Rothko, Hans Hofmann, Adolph Gottlieb, Anne Ryan, Robert Motherwell, Philip Guston, Clyfford Still, và Richard Pousette-Dart.